# Tupoutoʻa ʻUlukalala
Tupoutoʻa ʻUlukalala (nato Siaosi Manumataongo ʻAlaivahamamaʻo ʻAhoʻeitu Konstantin Tukuʻaho; Nukuʻalofa, 17 settembre 1985) è il principe della Corona delle Tonga dal 2012.

## Biografia

### Gioventù e istruzione

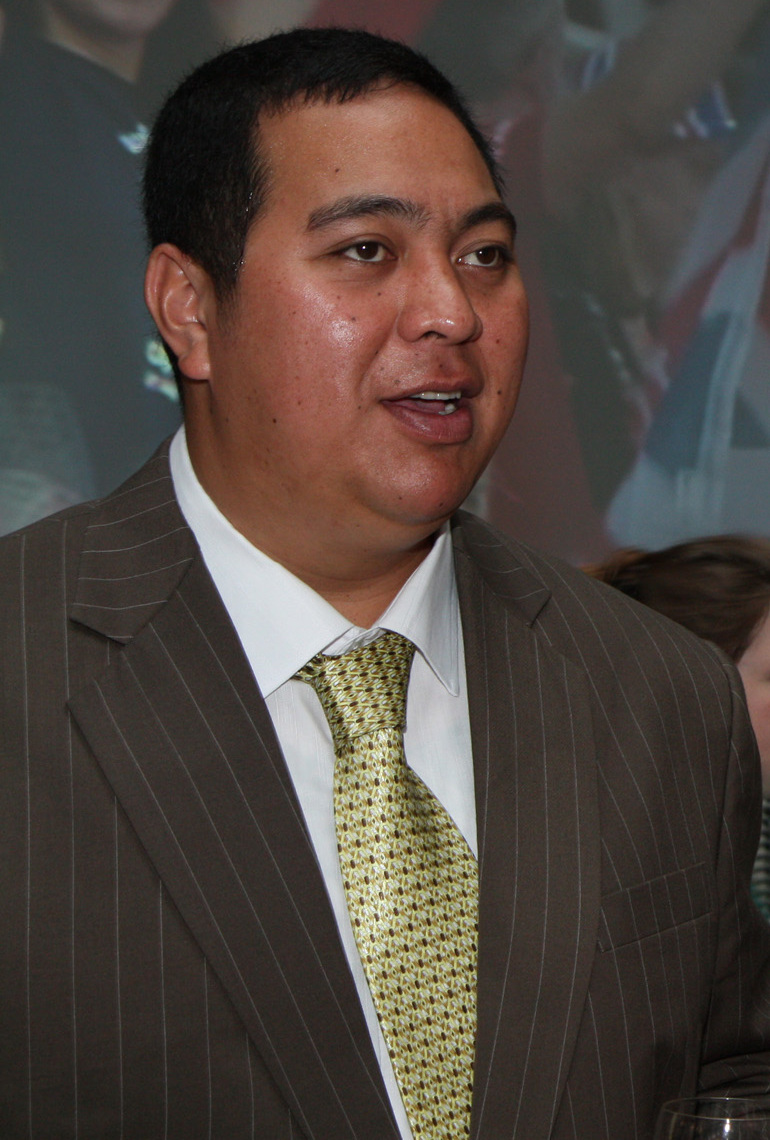
Il principe Tupoutoʻa nel 2012

Il principe Siaosi è nato nel 1985, secondogenito di ʻAhoʻeitu e di Nanasipau'u Tuku'aho. Studiò al Tupou College di Nukuʻalofa e il 25 settembre 2006 ricevette a Vava'u il titolo di 8⁰ ʻUlukalala. Ebbe l'investitura ufficiale il 27 settembre a Liuvaka.
All'epoca era allievo ufficiale nei Servizi di Difesa di Tonga. Il 18 marzo 2012 divenne principe ereditario dopo la morte dello zio, senza figli legittimi, George Tupou V. Ricevette l'investitura ufficiale a Liuvaka il 30 marzo. Gli venne anche conferito il titolo di Tupoutoʻa.
Ha ottenuto un master in Studi Militari e di Difesa nel 2018 all'Australian Defence College dell'Università Nazionale Australiana (ANU). Ha conseguito un master in Diplomazia nel 2021 alla Coral Bell School dell'ANU. Il 20 gennaio 2023 ha inaugurato l'Università Nazionale delle Tonga.

### Matrimonio e controversie
Il 12 luglio 2012 sposò la doppia cugina di secondo grado Sinaitakala Fakafanua in una cerimonia a cui parteciparono 2000 ospiti, principalmente famiglie delle Figi e di Samoa. Il matrimonio si svolse nella chiesa del Centenario a Nukuʻalofa e segnò il primo matrimonio di un principe ereditario tongano in 65 anni. All'inizio della settimana ebbe luogo una cerimonia Mautohi, che celebra il rilascio della licenza di matrimonio.
Il matrimonio causò polemiche sulla pratica continua della famiglia reale di far sposare cugini strettamente imparentati. Il protocollo reale di Tonga, infatti, richiede che i membri della famiglia reale si sposino solo con altri membri nobili per mantenere una forte linea di sangue, dando luogo a nozze combinate.  L'unione è stata apertamente criticata dai membri di circoli politici e reali. La nonna Halaevalu e la zia paterna Salote, disapprovarono il matrimonio e si rifiutarono di partecipare alla cerimonia. La cugina Frederica, nona in inea di successione al trono, definì l'unione "estremamente arrogante e perpetuato con il solo motivo di arrampicamento sociale".
Il leader democratico ʻAkilisi Pōhiva dichiarò alla TVNZ: "Sono troppo vicini... non so circa gli effetti biologici, ma credo che ci sia bisogno di sangue nuovo da fuori". Il leader dei tongani residenti in Nuova Zelanda, Will Ilolahia, affermò che molti cittadini fossero contrari al matrimonio, ma non erano disposti a parlarne pubblicamente. Lord Vaea, zio materno del principe, difese le nozze e disse: "È un nuovo inizio per la famiglia reale. Sono entrambi ventenni e siamo di fronte al tentativo di salvare la monarchia costituzionale all'interno di Tonga".

## Discendenza
Tupoutoʻa ʻUlukalala e Sinaitakala Fakafanua hanno un figlio e tre figlie;
- Taufaʻahau Manumataongo (10 maggio 2013), secondo nella linea di successione al trono di Tonga, dopo suo padre[14];
- Halaevalu Mataʻaho (12 luglio 2014), terza in linea di successione[15];
- Nanasipauʻu Eliana (20 marzo 2018), quarta in linea di successione;
- Salote Mafile’o Pilolevu (25 febbraio 2021), quinta in linea di successione.

## Ascendenza
|                                                |             |                                       | Genitori                                   |  |  | Nonni |  |  | Bisnonni                |  |  | Trisnonni       |  |
|                                                |             |                                       |                                            |  |  |       |  |  | Viliami Tungī Mailefihi |  |  | Siaosi Tukuʻaho |  |
|                                                |             |                                       |                                            |  |  |       |  |  | Viliami Tungī Mailefihi |  |  | Siaosi Tukuʻaho |  |
|                                                |             | Mele Siuʻilikutapu                    |                                            |  |  |       |  |  | Viliami Tungī Mailefihi |  |  |                 |  |
| Tupou IV di Tonga                              |             |                                       |                                            |  |  |       |  |  | Viliami Tungī Mailefihi |  |  |                 |  |
|                                                |             | Sālote Tupou III di Tonga             | Giorgio Tupou II di Tonga                  |  |  |       |  |  |                         |  |  |                 |  |
|                                                |             | Sālote Tupou III di Tonga             | Giorgio Tupou II di Tonga                  |  |  |       |  |  |                         |  |  |                 |  |
|                                                |             | Sālote Tupou III di Tonga             | Lavinia Veiongo Fotu                       |  |  |       |  |  |                         |  |  |                 |  |
| Tupou VI di Tonga                              |             | Sālote Tupou III di Tonga             |                                            |  |  |       |  |  |                         |  |  |                 |  |
|                                                |             | Tēvita Manuopangai ʻAhomeʻe           | Salomone Piutau ʻOtukolo ʻAhomeʻe          |  |  |       |  |  |                         |  |  |                 |  |
|                                                |             | Tēvita Manuopangai ʻAhomeʻe           | Salomone Piutau ʻOtukolo ʻAhomeʻe          |  |  |       |  |  |                         |  |  |                 |  |
|                                                |             | Tēvita Manuopangai ʻAhomeʻe           | ʻAmelia Moʻungaʻaelangi Maealiuaki         |  |  |       |  |  |                         |  |  |                 |  |
| Halaevalu Mata'Aho 'Ahome'e                    |             | Tēvita Manuopangai ʻAhomeʻe           |                                            |  |  |       |  |  |                         |  |  |                 |  |
|                                                |             | Heuʻifanga Veikune                    | Fotu ʻa Falefā Veikune                     |  |  |       |  |  |                         |  |  |                 |  |
|                                                |             | Heuʻifanga Veikune                    | Fotu ʻa Falefā Veikune                     |  |  |       |  |  |                         |  |  |                 |  |
|                                                |             | Heuʻifanga Veikune                    | Vāhoi ʻAtaongo                             |  |  |       |  |  |                         |  |  |                 |  |
| Principe Tupoutoʻa ʻUlukalala                  |             | Heuʻifanga Veikune                    |                                            |  |  |       |  |  |                         |  |  |                 |  |
|                                                | Vīlai Tupou | Giorgio Tupou II di Tonga *           |                                            |  |  |       |  |  |                         |  |  |                 |  |
|                                                | Vīlai Tupou | Giorgio Tupou II di Tonga *           |                                            |  |  |       |  |  |                         |  |  |                 |  |
|                                                | Vīlai Tupou | Tupou Moheofo                         |                                            |  |  |       |  |  |                         |  |  |                 |  |
| Siaʻosi Tuʻihala Alipate Tupou, II barone Vaea | Vīlai Tupou |                                       |                                            |  |  |       |  |  |                         |  |  |                 |  |
|                                                |             | Tupouseini Manumatavai Vaea           | Nobile Siosaia Pau'uvale Loloa'atonga Vaea |  |  |       |  |  |                         |  |  |                 |  |
|                                                |             | Tupouseini Manumatavai Vaea           | Nobile Siosaia Pau'uvale Loloa'atonga Vaea |  |  |       |  |  |                         |  |  |                 |  |
|                                                |             | Tupouseini Manumatavai Vaea           | Kalolaine Tongilava                        |  |  |       |  |  |                         |  |  |                 |  |
| Nanasipau'u Tuku'aho                           |             | Tupouseini Manumatavai Vaea           |                                            |  |  |       |  |  |                         |  |  |                 |  |
|                                                |             | Nobile Siosaia Siotame Lausi'i Ma'afu | Nobile Siotame Fakatulolo Ma'afu           |  |  |       |  |  |                         |  |  |                 |  |
|                                                |             | Nobile Siosaia Siotame Lausi'i Ma'afu | Nobile Siotame Fakatulolo Ma'afu           |  |  |       |  |  |                         |  |  |                 |  |
|                                                |             | Nobile Siosaia Siotame Lausi'i Ma'afu | Teisa Vaka Sateki                          |  |  |       |  |  |                         |  |  |                 |  |
| Tuputupukipulotu Lausi'i                       |             | Nobile Siosaia Siotame Lausi'i Ma'afu |                                            |  |  |       |  |  |                         |  |  |                 |  |
|                                                |             | 'Anaukihesina Lamipeti                | Sione Lamipeti Mafile'o                    |  |  |       |  |  |                         |  |  |                 |  |
|                                                |             | 'Anaukihesina Lamipeti                | Sione Lamipeti Mafile'o                    |  |  |       |  |  |                         |  |  |                 |  |
|                                                |             | 'Anaukihesina Lamipeti                | 'Alilia Funakitoutai Tapueluelu            |  |  |       |  |  |                         |  |  |                 |  |
|                                                |             | 'Anaukihesina Lamipeti                |                                            |  |  |       |  |  |                         |  |  |                 |  |